# 南城市立大里北小学校
南城市立大里北小学校（なんじょうしりつ おおさときたしょうがっこう）は、沖縄県南城市大里にある公立小学校。

## 沿革
- 1880年（明治13年） - 大里小学校として字南風原に創立される。
- 1901年（明治34年） - 北部大里尋常小学校として字嶺井に移転。
- 1902年（明治35年） - 大里第二尋常小学校の新設により、第一大里尋常小学校と改称。
- 1913年（大正2年） - 高等科を併置し、第一大里尋常高等小学校と改称。
- 1941年（昭和16年） - 国民学校令施行により、大里第一国民学校と改称。
- 1945年（昭和20年） - 第二次世界大戦による戦災のため、校舎焼失。その後、大里村目取真に目取真初等学校として発足。
- 1946年（昭和21年） - 大里第一国民学校敷地に移転。大里中初等学校として再発足。
- 1949年（昭和24年） - 与那原町行政分離により、大里北初等学校と改称。
- 1952年（昭和27年） - 琉球教育法により、大里北小学校と改称。
- 1953年（昭和28年） - ブロック建瓦葺き校舎2教室竣工。
- 1954年（昭和29年） - PTA結成。ブロック建て4教室竣工。
- 1958年（昭和33年） - 校歌制定。
- 1970年（昭和45年） - プール完成。
- 1972年（昭和47年）5月15日 - 沖縄の本土復帰により、大里村立大里北小学校と改称。
- 1977年（昭和52年） - 北側2教室完成および体育館竣工。
- 2006年（平成18年）1月1日 - 町村合併による南城市発足により、南城市立大里北小学校と改称。
- 2019年（平成31年） - 字嶺井392番地に新校舎完成し、移転。創立140年を迎える。
- 2020年（令和2年）
  - 1月18日 - 創立140周年と校舎新築移転の両記念式典挙行[1]。
  - 日付不明 - 運動場完成。

## 児童数
2024年（令和6年）4月1日現在
| 学年 | 1年 | 2年 | 3年 | 4年 | 5年 | 6年 | 支援学級 | 合計 |
| ---- | --- | --- | --- | --- | --- | --- | -------- | ---- |
| 学級 | -   | -   | -   | -   | -   | -   | -        | 18   |
| 児童 | 62  | 78  | 84  | 58  | 45  | 56  | 21       | 404  |

## 通学区域と進学先中学校
出典

### 通学区域
- 大里字大里（1番地〜2013番地）
- 大里字嶺井（全域）
- 大里字古堅（全域）

### 進学中学校
- 南城市立大里中学校

## 周辺
- 古堅農村公園
- むぎの子共同保育園 - 進級前保育園のひとつ

## アクセス
- 南城市コミュニティバス「C1玉城・大里線」・「C2大里・玉城線」で、「大里北小学校前」停留所下車。
- 沖縄バス36系統糸満新里線で、「島袋」停留所下車後、
  - 与那原・南城市役所方面行のりばから、徒歩約790m・約12分。
  - 東風平・糸満バスターミナル方面行のりばから、徒歩785m・約12分。